# Duran Duran (альбом)
Duran Duran (с англ. — «Дюран Дюран») — дебютный эпонимический студийный альбом британской группы Duran Duran, выпущенный 15 июня 1981 года на лейбле EMI.
Пластинка стала одной из ключевых записей движения «нового романтизма» (незадолго до его исчезновения), и наряду с творчеством Visage, A Flock of Seagulls и Culture Club ознаменовала это культурное направление. Альбом стал воплощением идей, вдохновлённых глэм-роком и пост-панком. Пластинка и последующий тур бирмингемской группы явил участников коллектива яркими представителями «нео-романтиков», а именно эксцентричными и андрогинными исполнителями, обладающих выделяющимся внешним видом (макияж, унисекс-одежда и так далее). Релиз альбома став одним из первых этапов зарождающегося движения, прозванного «дюраномания».
Дебютная работа стала успешна на родине, заняла третью позицию в UK Albums Chart и оставалась в UK Top 100 на протяжении 118 недель. Помимо этого, альбом оказался и большим коммерческим успехом. В декабре 1982 года пластинка обрела платиновый статус. Тем не менее, первоначальный американский релиз оказался неудачным, и лишь после выпуска сверхуспешного второго альбома Rio последовало переиздание в Америке. Вторая попытка оказалась удачной и LP занял десятую позицию в Billboard 200, проведя в нём 87 недель. В июне 1985 года Американская ассоциация звукозаписывающих компаний (RIAA) присвоила альбому статус «платиновый» (более миллиона продаж). Профессиональное сообщество также восприняло дебютный альбом благосклонно, выпустив преимущественно положительные рецензии.
Альбом получил множество переизданий. Помимо различных региональных релизов, дебют получил переиздание на CD в 1995-м, 2003-м и 2010-м соответственно. Специальное издание 2010 года включает в большое количество бонусных материалов (демо-версии, миксы и видео-приложение).

## Предыстория

### Формирование группы
Движение «нового романтизма» зародилось в Великобритании в конце 70-х в различных ночных клубах. Именно это направление привлекло нескольких молодых людей из Бирмингема, фанатов Roxy Music, Дэвида Боуи и других ярких представителей музыкальной индустрии того времени. В 1978 году их мечта стала явью — Найджел (Джон) Тейлор, Николас Бейтс (Роудс) и Стивен Дюфе (Даффи) создают коллектив, позднее взявший название «Duran Duran». Тейлор стал гитаристом, Роудс играл на клавишах, а Даффи стал основным вокалистом ансамбля (а также играл на бас-гитаре). Первой площадкой новоиспечённой группы стала аудитория колледжа Даффи и Тейлора. Следующий концерт они отыграли уже квартетом, к коллективу присоединился Саймон Колли, игравший на кларнете и бас-гитаре (как и Колли). Тем не менее, уже после нескольких выступлений Колли и Даффи (основной автор) покидают группу, и создают свою собственную. К команде присоединяется Энди Уикет, экс-солист группы TV Eye. Позднее, к коллективу присоединяется Роджер Тейлор, барабанщик местных групп Scent Organs и Crucified Toad.

### Первые демозаписи
Первую полноценную запись собственного материала Duran Duran (Уикет, Роудс, Джон Тейлор, Роджер Тейлор) записали на студии известного продюсера Боба Лэмба, работавшего с коллективом UB40 над их дебютным альбомом, ставшего хитом. Результатом той сессии стали четыре композиции: «Dreaming Of Your Cars», «Working The Steel», «Reincarnation» и прообраз главного хита будущего альбома — «Girls on Film» (согласно биографии Энди Тейлора, Уикет является соавтором композиции). Энди Уикет так описывает процесс написания песен: «В то время я работал в ночную смену на фабрике Cadbury’s Bournville и писал там песни. Я помню, как взял этот рифф и напевал его повсюду, придумал несколько слов и записал это на пленку». Первоначально припев звучал так: 

 «Girls in film, they look better, girls in film always smile». Джон посоветовал сменить на «Girls On Film» <…> «Часто песни появлялись потому, что Джон брал что-то и экспериментировал с этим. Иногда мы крали целую аранжировку и переделывали её. Я помню, как мы брали структуры аккордов из песен Roxy Music, а затем строили на их основе песню. <…> Как бы то ни было, я сказал Нику: „Попробуйте этот рифф на струнной машине“, и это были „Girls on Film“. Думаю, звук был немного более альтернативным, чем то, чем он стал в итоге».— Энди Уикет
.
Группа пробует презентовать свои наработки лейблам, но получают отказ. Спустя некоторое время в группу приходит второй гитарист, лондонец Алан Кёртис. Несколько позже группа сочиняет «See Me, Repeat Me» — прообраз будущего сингла «Rio», ставшим частью второго альбома группы. Примерно в то же время группа записывает ещё несколько композиций, одной из которых стала ранняя версия «To the Shore». Несколько позднее из-за творческих разногласий коллектив покидает Уикет. Его заменяет Джефф Томас — экс-вокалист команды Scent Organs, игравший там с Роджером Тейлором. По словам Джона Тейлора новый солист был «кем-то вроде Боно» и любил эзотерический стиль написания. Это отразилось в названиях, сочинённых им композиций, вроде «Enigmatic Swimmers». В руках Томаса «See Me, Repeat Me» стала «Ami à Go Go». Выступая в таком составе на различных площадках университетов и колледжей, Duran Duran обратили внимание на клубную сцену. Одной из таких сцен являлся бирмингемский клуб Rum Runner. Группа стала резидентом клуба, параллельно получив работу в клубе в качестве персонала, а также заручившись поддержкой владельцев, братьев Берроу, ставшими менеджерами группы. Вскоре после этого вокалист Томас и Пол Берроу вступают в конфликт, в котором остальные участники коллектива принимают сторону Берроу. Томас покидает группу. Несколько позднее коллектив покинул и Кёртис, отказавшийся работать с братьями. В мае 1980 года в коллектив приходит гитарист из Ньюкасла — Энди Тейлор. Чуть позднее, просмотрев несколько кандидатур на роль вокалиста (безуспешно), группа останавливает свой выбор на Саймоне Ле Боне, в прошлом, участника нескольких андеграундных групп. Именно в клубе Rum Runner коллектив Duran Duran — один из ярчайших представителей «нового романизма» и обрёл свой окончательный состав, заручившись поддержкой владельцев, братьев Берроу. В мае 1980 года во время прослушивания Ле Бона, музыканты сочиняют будущую композицию дебютного альбома — «Late Bar». Ле Бон существенно переписывает текст композиции «Girls On Film», в то время как остальные участники группы перерабатывают её звучание.
Слова композиции «Planet Earth» были написаны Ле Боном ещё до прихода в группу. Также как и лирика «Sound of Thunder». Помимо этого, группа сочиняет несколько песен, которые так и не будут записаны. Среди них: «On A Dead Child», «Underneath The Clocktower» and «Beverly Hills».16 июля коллектив впервые играет в «классическом» составе: Ле Бон, Роудс, Энди, Джон и Роджер Тейлоры.

### Подготовка будущего альбома
Тем же летом группа отправляется на AIR Studios, дабы записать в новом составе демоматериал. Именно здесь записывалась Japan — одна из групп, вдохновивших Duran Duran в начале их пути. Во время той сессии были записаны:
«Girls on Film» — демоверсия стала значительно медленнее, к тому моменту уже появился семпл звука фотокамеры, с которого начинается композиция, также начала вырисовываться басовая партия Джона Тейлора, которая без значительных изменений перешла на финальную, «диско-фанковую» альбомную версию, а пропущенная через дисторшн гитара стала по большей части фоновым инструментом.
«Tel Aviv» изначально представляла собой балладу с размером такта 6/8 в духе Дэвида Боуи и Roxy Music, имеющую размеренный темп (около 80 ударов в минуту). Во время гитарного соло темп и размер такта менялся на 4/4. Также композиция имела собственный текст и в ней практически отсутствовали электронные эффекты. Финальный вариант трека, выпущенный в составе альбома, существенно отличается от демоварианта, по сути, являясь абсолютно другой композицией, но с тем же названием.
Ближе к концу 1980 года, на Manchester Square Stidio группа записала демоверсии остальных песен для будущего альбома. Среди этих записей были «Planet Earth», «Anyone Out There», «Friends of Mine» и «Late Bar» (позже они вместе с ранними версиями «Girls on Film» и «Tel Aviv» были включены в двухдисковое переиздание 2010 года).
Демоверсия «Planet Earth», записанная в Манчестере, несколько отличалась от финального студийного варианта. По структуре она походила больше на «ночную» версию (разновидность танцевального микса). Вступающие на фоне эффектов инструменты, начинали звучать нарастанием, а партия баса на припеве была более ровной. После инструментального бриджа звучал не припев (как в студийной версии), а третий куплет, от которого вследствие переработки песни, группа отказалась. Летом группа практически не выступает и берёт перерыв для работы над текущими и будущими композициями. Лишь в начале августа они дают концерт в своём клубе-резиденции Rum Runner. К концу лета группа подготовила материал из двадцати четырёх треков. Братья Берроу решают подписать группу на их собственную продюсерскую компанию — Tritec Music. Будучи независимым лейблом Tritec и Duran Duran решают самостоятельно выпустить сингл «Planet Earth», би-сайдом стал трек «Anyone Out There». Помимо этого, группа снимает клип в клубе Cedar в Бирмингеме. Тем не менее, группа сворачивает данные планы, поскольку решают сосредоточиться на поиске крупного лейбла. В это время диджей Питер Пауэлл с BBC Radio 1 ставит в эфир раннее демо композиции «Planet Earth», а журналистка Бетти Пейдж из издания Sounds пишет заметку о треке группы.
В ноябре того же года (при финансовой поддержке братьев Берроу) Duran Duran отправились в тур (в качестве группы на разогреве) певицы Хейзел О’Коннор. Незадолго до этого, Пол Берроу приглашают Дэйва Эмброуза — менеджера лейбла EMI, взглянуть на своих подопечных. Позже Дэйв так описал впечатления от увиденного: 

 «На самом деле они были немного грубоваты — тогда они ещё не стали единым целым, но у них была „идея“, и я подумал, что „идея“ была фантастической.»— Дэйв Эмброуз, EMI
Во время тура группа получила два предложения от крупных лейблов — Phonogramm и EMI. Duran Duran выбирает последнего, отчасти из-за работы EMI с легендарными The Beatles. По возвращении из тура группа приступила к записи полноценного дебютного альбома. На этом этапе к работе над альбомом подключается Колин Тёрстон, работавший с коллективами Magazine и The Human League. Альбом был записан на нескольких студиях в Лондоне с декабря 1980 года по январь 1981 года. Став более проработанным, готовый материал не сильно отличался от демозаписей группы. Тем не менее, на протяжении записи главной сложностью оставался вокал Ле Бона. Продюсер Тёрстон и братья Берроу испытывали сомнения насчёт способностей Ле Бона как профессионального студийного вокалиста. По причине этого, по мнению Эмброзуа, на определённом этапе Тёрстон даже решил устроить прослушивание вокалистов для материала квартета, однако, Пол Берроу отрицает данную точку зрения, поскольку Ле Бон был подписан EMI как часть группы и его исключение представлялось маловероятным. Несмотря на это, Пол Берроу сообщил Саймону, что в случае неудовлетворения результатами сессионной работы, он может потерять место в группе. Позднее Ле Бону удалось преодолеть кризис и внести весомый вклад в звучание дебютного альбома.

## Подготовка к релизу и продвижение синглов
К началу 1981 года группа завершила работу над пластинкой и записала сессию на BBC Radio 1. После этого диджей Ричард Скиннер выпускает в эфир четыре композиции из будущего альбома: «Sound of Thunder», «Anyone Out There», «Friends of Mine» and «Careless Memories», а уже 2 февраля 1981 года группа выпускает свой дебютный сингл — «Planet Earth». 7-дюймовая грампластинка содержала оригинальный сингл, в то время как 12-дюймовая версия включала в себя расширенный микс композиции. Би-сайдом стала композиция «Late Bar». Дизайн обложки сингла доверили известному художнику Майклу Гаррету. Именно он станет ключевым арт-деятелем Duran Duran на следующие пять лет. Несмотря на то, что композиции не удалось попасть в заветную «десятку», этого оказалось достаточно для попадания на шоу Top of the Pops. В феврале 1981 года их модное, вычурно одетое выступление успешно зафиксировало группу в умах юной аудитории как часть разрекламированного движения «новая романтика». Некоторые костюмы группы для того выступления создала журналистка издания The Guardian и бывшая студентка факультета моды Святого Мартина Джуди Рамбольд. Примерно в то же время группа снимает видео в родном клубе Rum Runner, с участием публики и знакомых.
Следующим шагом стала запись полноценного коммерческого видеоклипа для группы. Режиссёром стал начинающий австралийский постановщик Рассел Малкэхи, тем не менее уже зарекомендовавший работой с группой Ultravox и их видео для сингла Vienna. Довольно примитивный по более поздним стандартам Duran Duran, видеоклип показывает группу (одетую в стиле «нового романтизма»), играющую песню на белой сцене, украшенной специальными эффектами, имитирующими платформу изо льда или хрусталя. Представление перемежается кадрами участников коллектива с четырьмя элементами. Видео было сфокусировано на лицах участников группы. В инструментальной средней части ролика появляются два друга группы из ночного клуба Rum Runner по прозвищу Гей Джон и Лавиния, танцующие в своих ново-романтических костюмах. В стиле апокалиптической научной фантастики в нижней части экрана пересекаются слайды различных мировых фактов, в том числе: «площадь поверхности Земли составляет 196 937 600 миль»; «247 860 человек рождаются каждый день»; «самая старая известная песня — Shadoof Chant»; а затем данный сегмент заканчивается предупреждением «Судный день». В конце видео солист Саймон Ле Бон прыгает со сцены, попав в стоп-кадр, снятый над явно бездонной пропастью. Клип получился бюджетным, реализация идей также получилась весьма своеобразной, однако, несмотря на все очевидные недостатки, видео помогло синглу «Planet Earth» возглавить чарты Австралии и Португалии. Песня также имела большой успех в Швеции.
После релиза «Planet Earth» группа стала частым гостем на обложках множества молодёжных журналов, участвуя в различных фотосессиях и интервью. Джон Тейлор охарактеризовал этот период своей жизни как «погоня за славой» Подобный интерес медиа породил сильнейший ажиотаж среди молодых фанатов группы, позднее, тем не менее став их своеобразным «проклятием», как позднее суммировал Moby. Ник Роудс в свою очередь назвал тесное сотрудничество Duran Duran и журналов поп-артом, однако, позднее выразил сожаление о подобной связи группы и СМИ.
Следующим синглом группы выступила композиция «Careless Memories». Датой релиза стало 20 апреля 1981 года. Воодушевленных успехом дебюта, участников ждало разочарование, поскольку сингл занял лишь 37-ю позицию в британском чарте. Дэйв Эмброуз считает, что причиной выбора данного сингла было продиктовано желанием маркетологов уйти от коммерческого образа группы, несмотря на протест самих участников Duran Duran, не желавших видеть трек синглом. По словам Эмброуза, сингл не получил ротации на радио. Помимо этого, он отличался от предыдущего и по звучанию. Мрачный, жёсткий, наполненный бурным вокалом и ультрадраматической лирикой Ле Бона, и напоминающий композиции групп The Cure («Primary») и Blondie («Atomic»). Частью промо сингла стало дебютное появление группы на обложке Smash Hits.
Рецензент журнала Марк Эллен не был очарован отполированным постпанковским звучанием сингла: «Разумно уклоняясь от перепаханного «чувствительного» диско-поля (Spandau и т. д.) убедительная сила десятитонного барабанного звука на этом участке не утеряна. Под слоями шелковой отделки скрыто сооружение настолько ошеломляюще простое, что вы задаетесь вопросом, не восходят ли их панк-корни к периоду сухого льда». Сопровождающий релиз видеоклип также не снискал успеха и несколько разнился с визионерским статусом Duran Duran, обретённым в предыдущем видео. Режиссеры Перри Хейнс и Терри Джонс (основатель модного журнала i-D), по мнению автора биографической книги группы Стива Малинса, изобразили Ле Бона в «самом неудачном виде из возможных». Более того, недовольными остались и участники группы. Вот как охарактеризовал видеоклип Ник Роудс вскоре после выхода: 

«Я считаю, что это худшее видео, которое мы когда-либо делали. <...> Я никогда не забуду картину на стене — это была самая отвратительная вещь, которую я когда-либо видел.»— Ник Роудс
 Тем не менее Хейнс неким образом искупил вину, познакомив участников группы с дизайнером Энтони Прайсом, посетив с ними магазин дизайнера Plaza в Лондоне. По словам Джона Тейлора, «в тот день начался наш роман с костюмами Прайса».

## Релиз альбома, первый полноценный тур и «Girls On Film»
И всё же, несмотря на сомнительный успех второго сингла, 15 июня 1981 года группа выпускает эпонимический альбом в свет. Четыре трека из альбома получают эфир на BBC Radio 1, благодаря диджею Питеру Пауэллу. Издание Record Mirror осталось настолько довольно альбомом, что поместило его на третье место в списке лучших альбомов года. Также одобрительные рецензии группа получила и в американской прессе. Спустя две недели Duran Duran отправились в свой первый тур Faster Than Light, который продлится одиннадцать дней. Дебютной площадкой стал театр Брайтон-Доум (около двух тысяч мест). Группа была воодушевлена обилием женской публики и атмосферой, чарящей на сцене. По словам Джона Тейлора, уже с первых аккордов трека «Sound of Thunder» и открывающегося занавеса их приветствовали «визжащие и кричащие дети... это была не публика, это было столпотворение». И тем не менее на первых концертах чрезмерный уровень шума создавал проблемы для музыкантов, поскольку из-за криков, участники группы попросту не могли услышать друг друга.
Несмотря на это Саймон Ле Бон впоследствии признал, что растущая популярность альбома и его композиций именно у молодой аудитории, стала для него комплиментом. Вопреки разочарованию агента группы Роб Халлета, поскольку не все места были распроданы, концерты сумели привлечь к себе достаточно внимания, чтобы начать недолговечную, но всё же «национальную моду». Первым предметом этой моды стали повязки на голову. Начало этому явлению положил Роджер Тейлор; во время одного из выступлений он обмотал кухонное полотенце вокруг головы на подобии Джимми Хендрикса. И, по словам Ле Бона, барабанщику удалось «поймать настроение».
13 июля, через пару дней после окончания тура, Duran Duran выпускают свой третий сингл. Им стала композиция «Girls on Film». Последная и третья попытка выпуска сингла стала чрезвычайно успешной, композиция получила сильную ротацию на BBC Radio 1, группе покорилась «первая пятёрка» UK Singles Chart. Коллектив вновь пригласили выступить на Top of the Pops, где «бирмингемцы» встретили Хейзел О’Коннор (с которой отправились в свой первый тур в качестве разогрева певицы). «Girls on Film» поддержала успех альбома Duran Duran и благодаря этому, пластинка заняла третье место и продержалось в британском чарте 118 недель, разойдясь тиражом в 1,6 миллиона копий по всему миру.
Для сингла был снят видеоклип, который, однако, представил композицию об эксплуатации женщин в рекламе в ином свете. С подачи продюсеров «Girls on Film» обрела нарочито эротическое видео для демонстрации маскулинности группы, поскольку, по словам Пола Бэрроу, в США группу воспринимали как гей-коллектив. Помимо этого, данное видео подходило под новомодное клубное явление — видеоэкраны, на которых показывали от кино прошлых лет до контента телеканала Playboy. Режиссёрский дуэт Годли энд Крэм изобразил группу в одном клипе с полураздетыми моделями эротических журналов, которые попадали в различные курьёзные ситуации — боролись в грязи, бились подушками и т.д. Данное содержание неверно толковало смысл песни (режиссёрам попросту не объяснили концепцию сингла). Тем не менее длинное полупорнографическое видео стало скандальным и чрезвычайно популярным, помогло закрепить за Duran Duran образ «мужчин с высоким уровнем тестостерона». Видео стало началом отношений американской публики и Duran Duran, поскольку релиз альбома прошёл в США, по большей части, незамеченным. Однако, несмотря на пикантное содержание, участникам коллектива, по словам Джона Тэйлора, было некомфортно находиться на съёмках.
Вскоре после съемок видео для «Girls on Film» Duran Duran отправилась в Европу, cыграв в Брюсселе, Париже, Харелбеке и Амстердаме. Джон Тейлор вспоминает неуверенность группы в своих музыкальных способностях во время того турне: «всегда был страх, что мы недостаточно «музыкальны», и мы ужасно боялись играть и выступать». Примером подобной неуверенности стало падение Саймона Ле Бона со сцены во время концерта на глазах у французских СМИ. Затем последовал первый тур в США, дебютом стало выступление 16 сентября 1981 года в клубе Spit на Лонг-Айленде, Нью-Йорк.
В течение следующего месяца группа отыграла восемнадцать клубных концертов перед небольшим количеством зрителей. Тем не менее участники группы были воодушевлены новым образом жизни гастролирующих молодых музыкантов. Участники побывали в крупнейших клубах США и встретили известных музыкантов и деятелей шоу-бизнеса того времени. В свою очередь тур включал в себя такие города, как Детройт, Чикаго, Бостон и Вашингтон, а также два концерта в Канаде: Торонто и Монреаль. Частью промо-кампании стали частые интервью на радио и телевидении, в которые, по мнению менеджера Пола Берроу, Duran Duran вкладывали все возможные усилия. Помимо этого в клубной среде Америки группа, оказавшись в новых и более раскованных условиях, преимущественно, в Нью-Йорке и Лос-Анджелесе, «бирмингемцы» стали восприниматься как экзотическая, андеграундная группа, параллельно привлекая аудиторию на вечеринках в вышеупомянутых городах. Помимо этого в Нью-Йорке также состоялось судьбоносное знакомство группы со знаменитым художником и фотографом Энди Уорхолом, с которым они будут поддерживать связь до кончины Энди в 1987 году.
Параллельно с группой в Штатах набирает обороты новый кабельный канал под названием MTV. Станция была запущена 1 августа 1981 года и первые несколько месяцев транслировалась только в Нью-Джерси, Техасе и Флориде. В свою очередь Duran Duran посещает нью-йоркский офис вещателя, состоящий в то время из трёх комнат. Взаимная симпатия сыграет ключевые роль в деятельности как группы, так и канала. И пусть в то время это не оказало большого влияния, зародившийся канал начал показывать новоиспечённый хит англичан — «Girls On Film». Ввиду своей андеграундности, канал мог позволить себе транслировать весьма откровенный контент. «"Girls On Film" дали нам прекрасную возможность привлечь внимание прессы», — говорит один из основателей MTV Джон Сайкс. «Видео было чем-то, что никогда нельзя было показать в вещательных сетях, а мы могли. Таким образом, многие люди перешли на кабельное телевидение, чтобы не только открыть для себя новые группы, но и эту форму искусства, которая еще не была готова для телевидения в прайм-тайм». Впоследствии эти события станут базисом для самоидентификации коллектива как «видео-группы».

## Отзывы и критика
В целом пластинку приняли благосклонно. Основатель клуба Blitz и диджей Расти Иган утверждал, что «Duran Duran появились как раз в поворотный момент — они дали людям то, что те искали (во всех сферах)». Обозреватель Smash Hits Дэвид Хепуорт остался равнодушным к дебюту: «Если все эти „новые романтики“ действительно имеют в виду, что музыка — лишь часть их образа, то почему бы им не отправить синтезаторы обратно в магазин… Тогда у них будет свободное время на важные вещи — например, искать новые рейтузы и разглядывать карты Германии в поисках ярких названий песен». В свою очередь колумнист Sounds Валак Ван дер Вин был более воодушевлен: «Научно-фантастические космические тексты, трелированные привлекательным голосом, бодрыми линиями баса и ритмами барабанщика Роджера Тейлора, представляют соблазнительное звучание их альбома». В том же Sounds альбом охарактеризовали как «невероятный, зрелый дебют, ощетинивший перспективные хит-синглы». В это же время как Америке рок-н-ролльный журнал Trouser Press восторгался «необычным альбомом, наполненным классическими песнями».
Тем не менее была и обратная реакция на дебют группы. Duran Duran были пренебрежительно оценены некоторыми музыкантами-современниками «бирмингемцев». Лидер коллектива Ultravox, шотландец Мидж Юр, был откровенным критиком коллектива, а Мартин Уэр, основатель The Human League and Heaven 17, признавался: «Мы видели в них гламурную группу и относились к ним несколько высокомерно. Мы думали, что в них нет чувства оригинальности или искусства, и считали их скорее блестящей паб-группой».
В отличие от вышеупомянутых музыкантов, Гэри Ньюман был одним из первых сторонников бирмингемского квартета. Он охарактеризовал дебютный релиз следующими словами: 

«Мне очень понравилась «Planet Earth», когда она вышла, как и альбом в целом. Мне показалось, что голос Саймона Ле Бона был очень характерным, в хорошем смысле этого слова. Он мгновенно узнаваем, и это как золото для любой поп-группы. Это намного важнее, чем быть великим певцом с технической точки зрения.»— Гэри Ньюман о дебютном альбоме Duran Duran
Лестно о композициях альбома высказались и последующие поколения музыкантов. Двадцать с лишним лет спустя Алекс Капранос — солист группы Franz Ferdinand заявил, что «Girls On Film» — это одна из песен, которую группа слушает перед выступлением, потому что «она заставляет вас чувствовать себя гламурно».

## Стиль и звучание альбома
Стилистически альбом весьма разнообразен и представляет собой комбинацию из таких жанров, как арт-рок, глэм-рок, панк-рок, пост-панк, диско и синти-поп. Подобный подход являлся типичным для представителей «новой волны», вобравшей в себя разнообразие жанров. Группа вдохновлялась творчеством Дэвида Боуи, Roxy Music, Japan, Chic, и Джорджио Мородера. Также прослеживается существенное влияние Гэри Ньюмана. Имитация творчества своих кумиров стала одной из основ звучания альбома, в чём участники группы неоднократно признавались. Лишь в следующем альбоме группа позволила себе вырабатывать своё, более зрелое звучание. В то же время дебютный альбом полон танцевальной синтезаторной поп-музыки в сочетании с самобытным артистическим уклоном. Порой прослеживается сходство с диско-роком, ярко выраженный в композиции Blondie — «Call Me» (написанной Дебби Харри вместе с Джорджио Мородером).
Однако Ник Роудс, клавишник группы, в 1982 году не согласился с утверждением, что альбом лишён оригинальности и креатива. «На мой взгляд, это один из самых честных альбомов за всю историю. Я знаю это, поскольку был пятой частью того, кто его создавал. В этом альбоме не было ничего придуманного. Мы так усердно работали, желали, молились и вкладывали все, что у нас было, в эту пластинку… Все наши музыкальные идеи с тех пор, как нам было пятнадцать или шестнадцать лет».
Роудс также отмечает способность солиста (Ле Бона) как автора песен: «Я был очень очарован тем, как работает ум Саймона, потому что он, казалось, писал о самых нелепых вещах». В то же время  Роудс признал, что «люди не слушают текст песен, пока танцуют». И все жё творчество группы с самого начала существования породило множественные интерпретации текстов, обсуждаемые фанатами коллектива. Вклад Саймона Ле Бона в альбом был охарактеризован как «способность вдохнуть живительную энергию поп-мелодии в искусственные звуки». В свою очередь вокальные партии Ле Бона в «Night Boat» напоминают по звучанию Siouxsie Sioux. Ориентиром видится и «Quiet Life» группы Japan, пусть и несколько иным вокальным исполнением. 

«В отличие от осторожного самоанализа Дэвида Силвиана, Ле Бон с головой уходит в песни — словно бык в довольно деликатном мире электроники под влиянием Roxy и Боуи».— Стив Малинс 
.
Аналоговые синтезаторы Роудса дистинктивно звучат в композициях «Nightboat», «Tel Aviv» и «To the Shore». Звучание этих композиций напоминает ранний Ultravox!, в особенности соборное вступление к песне «To the Shore», драм-машина и струнные, схожая с «Hiroshima Mon Amour» в композиции «Night Boat», и электроника на «Tel Aviv». Пластинка изобилует использованием электронных эффектов и секвенций, создающих атмосферное (порой мрачное) звучание, сопровождаемый минималистичным битом драм-машины. Однако несмотря на наличие рок-ориентированных участников группы (Джон и Энди Тейлоры) альбому не характерно обилие гитарных сольных партий. И тем не менее звучание гитары Энди Тейлора мелодично и в меру напористо. Он добавляет объёмности куплетам во «Friends of Mine», а резкие риффы (в чём-то схожие с игрой Найла Роджерса) на «Girls on Film» придают этому треку должную энергетику. Саймон Прайс из газеты Independent охарактеризовал «Girls On Film» как «половина Chic, половина Sex Pistols». Гитарная партия Джона Тейлора в «Anyone Out There» является референсом к «Ashes To Ashes» Боуи. В свою очередь ритм-секция группы сочетает в себе стили Мородера, Мика Карна (Japan) и всё тех же Chic. И всё же, несмотря на заимствование идей современников и предшествующих групп, исполнители того направления не отказывали себе в экспериментировании. Объединив множество элементов, Duran Duran (наряду с некоторыми другими коллективами) превратил рок-фанк в популистское, но в то же время художественное явление, что идеально соответствовало музыкальному и культурному настроению 1980-х годов, а «Girls on Film» стал самым успешным сплавом Duran Duran из Chic, Roxy Music и панковской поп-музыки «новой волны».

## Список композиций
Все композиции написаны и аранжированы Duran Duran.

### Список композиций
| №  | Название            | Перевод                  | Длительность |
| -- | ------------------- | ------------------------ | ------------ |
| 1. | «Girls on Film»     | «Девушки на плёнке»      | 3:30         |
| 2. | «Planet Earth»      | «Планета Земля»          | 3:59         |
| 3. | «Anyone Out There»  | «Кто-нибудь там»         | 4:02         |
| 4. | «To the Shore»      | «На берег»               | 3:49         |
| 5. | «Careless Memories» | «Беспечные воспомимания» | 3:53         |
| 6. | «Night Boat»        | «Ночная лодка»           | 5:25         |
| 7. | «Sound of Thunder»  | «Звук грома»             | 4:06         |
| 8. | «Friends of Mine»   | «Мои друзья»             | 5:42         |
| 9. | «Tel Aviv»          | «Тель-Авив»              | 5:16         |

## Участники записи
1. Саймон Ле Бон — тексты, вокал, бэк-вокал и губная гармошка («Is There Something I Should Know?»)
2. Ник Роудс — клавишные и программирование
3. Энди Тейлор — гитара
4. Джон Тейлор — бас-гитара
5. Роджер Тэйлор — ударные